# تیم ملی راگبی اتحادیه ۷نفره ایران
تیم ملی راگبی اتحادیه ۷ نفره ایران یک تیم بین‌المللی راگبی اتحادیه ۷ نفره مردان است که از طرف ایران در مسابقات بین‌المللی شرکت می‌کند.